# Granit- und Gneisplateau

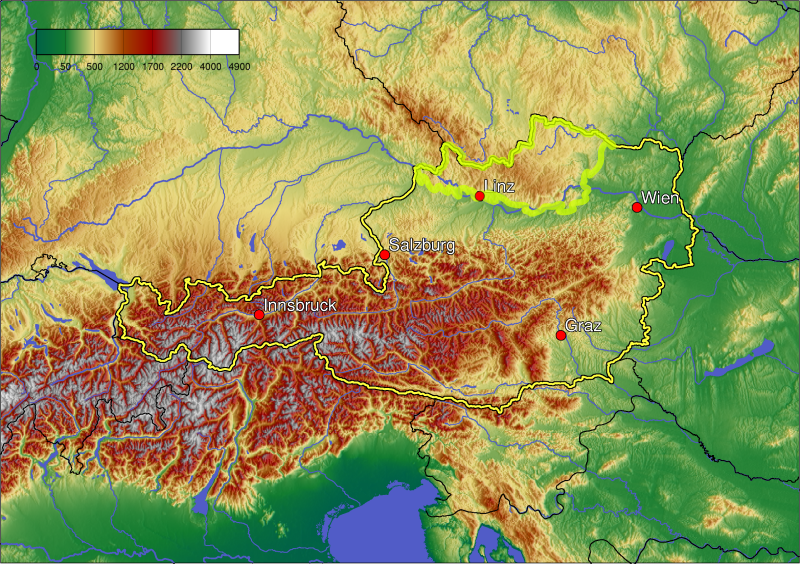
Physische Karte Österreichs, nördlich der Donau grün umrandet das Gneis- und Granithochland

Das Gneis- und Granitplateau, auch Granit- und Gneishochland, ist eine der fünf Großlandschaften Österreichs. Es bildet in Ober- und Niederösterreich das Mühlviertel und das Waldviertel.
Geologisch ist es Österreichs Anteil an der Böhmischen Masse.

## Lage und Landschaft

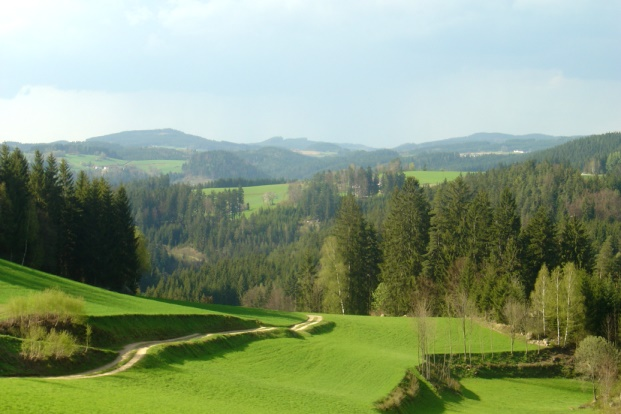
Typisches Landschaftsbild des zentralen Mühlviertels

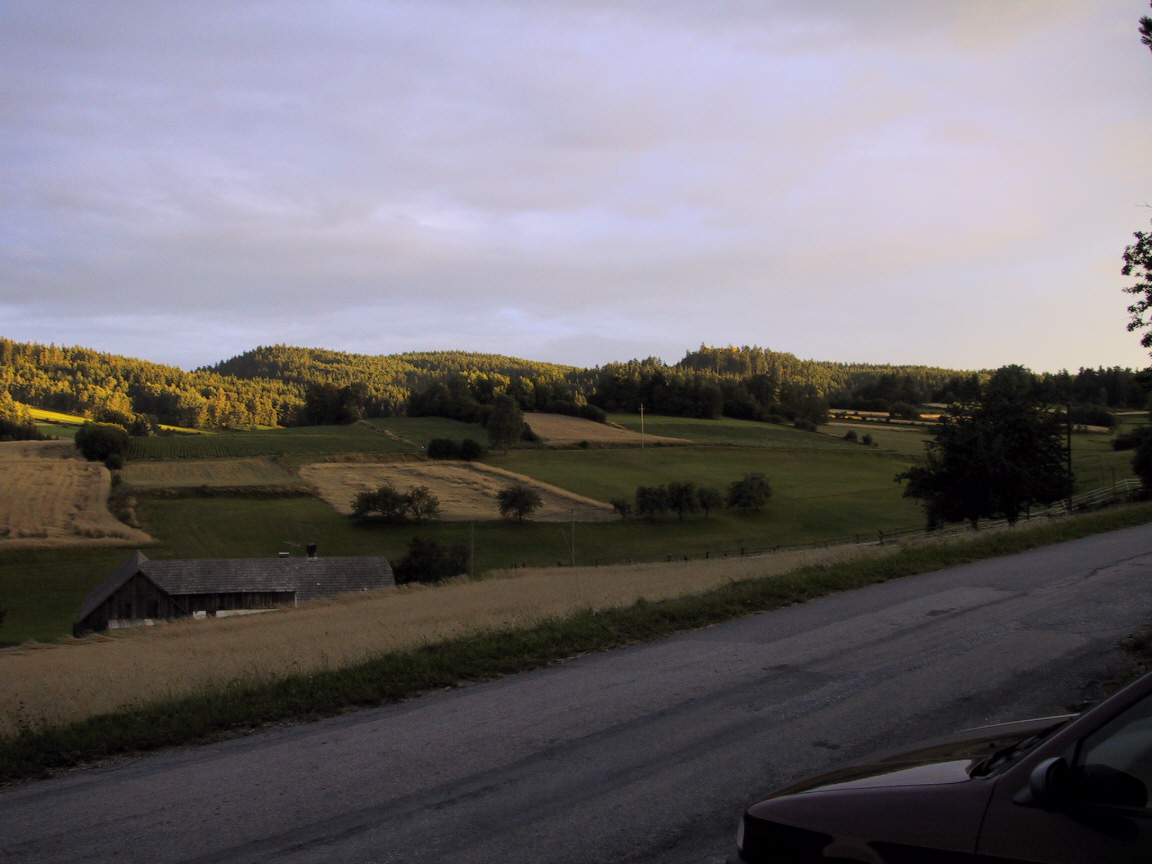
Zentralraum des Waldviertels

Österreich umfasst drei grundlegende Naturräume: Die Österreichischen Alpen, die Vorländer und randalpinen Becken und das Gneis- und Granithochland.
Das Granit- und Gneishochland ist die nördlichste und kleinste dieser drei Großlandschaften, umfasst rund 10 % des österreichischen Staatsgebiets und liegt zum überwiegenden Teil nördlich der Donau in den Bundesländern Niederösterreich (Weinviertel, Waldviertel) und Oberösterreich (Mühlviertel). Im Süden grenzt es an das Österreichische Alpenvorland (kleine Teile befinden sich dabei südlich der Donau), im Osten an das Tullnerfeld und das Weinviertel. Im Norden gilt die österreichisch-tschechische Staatsgrenze als Abschluss der Region. Auf tschechischer Seite schließen sich die Höhenzüge der Böhmisch-Mährischen Höhe (Vysočina), das Gratzener Bergland (Novohradské hory) – dessen Grenzzone zu Österreich man Freiwald nennt – und der Böhmerwald (Šumava) an. Im Westen grenzt Bayern mit dem Bayerischen Wald und dem Neuburger Wald an.
Das Gneis- und Granitplateau ist eine Mittelgebirgsregion, die aus einem teils welligem und kuppigem, an den Rändern gestaffelten, teils stark gefurchten Hochplateau mit Durchschnittshöhen um die 750 m besteht. Das Landschaftsbild wird als Rumpflandschaft bezeichnet, ein über lange geologische Zeiträume stark überprägtes, altes Gebirge, das das böhmische Massiv bildet.

## Gliederung
Der Nordwesten ist von den Ausläufern des Böhmerwalds geprägt, mit dem hohen Böhmerwald als Zentralkette, den Süden bildet das Mühlviertler Hochland. Die rund 25 km breite Feldaistsenke zwischen dem Sternstein (1122 m ü. A.) und dem Viehberg (1112 m ü. A.) trennt den Böhmerwald und den Freiwald voneinander und ist mit rund 675 m ü. A. (bei Summerau) der niedrigste Übergang vom Donauraum in den Moldauraum im Mühlviertel. Mühl- und Waldviertel sind durch den Freiwald (Gratzener Bergland) und den Weinsberger Wald voneinander getrennt – diese Zone, mit Ostrong und Jauerling nennt man Hohes Waldviertel. Der Osten (das Waldviertel) steigt von der Donau steil an und fällt gegen Norden ab, um dann wieder in die Böhmisch-Mährische Höhe überzugehen.
Die Gipfel übersteigen selten die Kolline Höhenstufe, die höchste Erhebung ist der Plöckenstein mit 1379 m ü. A., der in die Kette des hohen Böhmerwalds gehört. Weitere hohe Gipfel sind der markante Sternstein (1122 m ü. A.) und der Viehberg (1112 m ü. A.) im Mühlviertel, sowie Tischberg (1063 m ü. A.), Weinsberg (1041 m ü. A.) und Ostrong (1061 m ü. A.) im Waldviertel. Den Ostrand bildet der Manhartsberg (537 m ü. A.).
Eingebettet in diese Hochlagen befinden sich die Zentralräume des Granit- und Gneisplateaus: Im Mühlviertel das Zentralmühlviertler Hochland mit dem Freistädter Becken, die südlichen Böhmerwaldausläufer mit dem Mühltal, die südlichen Mühlviertler Randlagen (Klamer Becken, Gallneukirchner Becken) sowie das Leonfeldner Hochland, das Aist-Naarn-Kuppenland und der Freiwald und Weinsberger Wald.

Das östliche niedere Waldviertel wird gebildet vom Zwettler Land mit Ottenschlager Hochland, dem Kamp-Kremser Hochland, und der Gföhler Hochfläche. An der Nordgrenze finden sich noch die Senke von Gmünd, die den Südteil des sich ins tschechische erstreckenden Wittingauer Beckens (Třeboňská) bildet, das Litschauer Ländchen und – durch Wieningerberg (Predigtstuhl) und die Wild getrennt – das Thayahochland und das obere Thayatal. An der Grenze zum Weinviertel liegt das weitläufige Horner Becken.
Zum Gneis- und Granithochland zählen auch die von der Donau abgeschnittenen Gesteinsmassen sowie deren Durchbruchstäler: Der Sauwald (895 m ü. A.) zwischen Eferding und Passau mit dem namentlich nicht benannten Tal der Donau über die Schlögener Schlinge bis Aschach, der Kürnberger Wald (Linzer Durchbruch) bei Linz, der Kristallinsporn von Wallsee, die Neustadtler Platte und der Strudengau (Greiner Durchbruch), der Hiesberg südlich des Nibelungengaus (der als Randbucht gilt), sowie Dunkelsteinerwald (725 m ü. A.) und die Wachau

## Vegetation und Klima

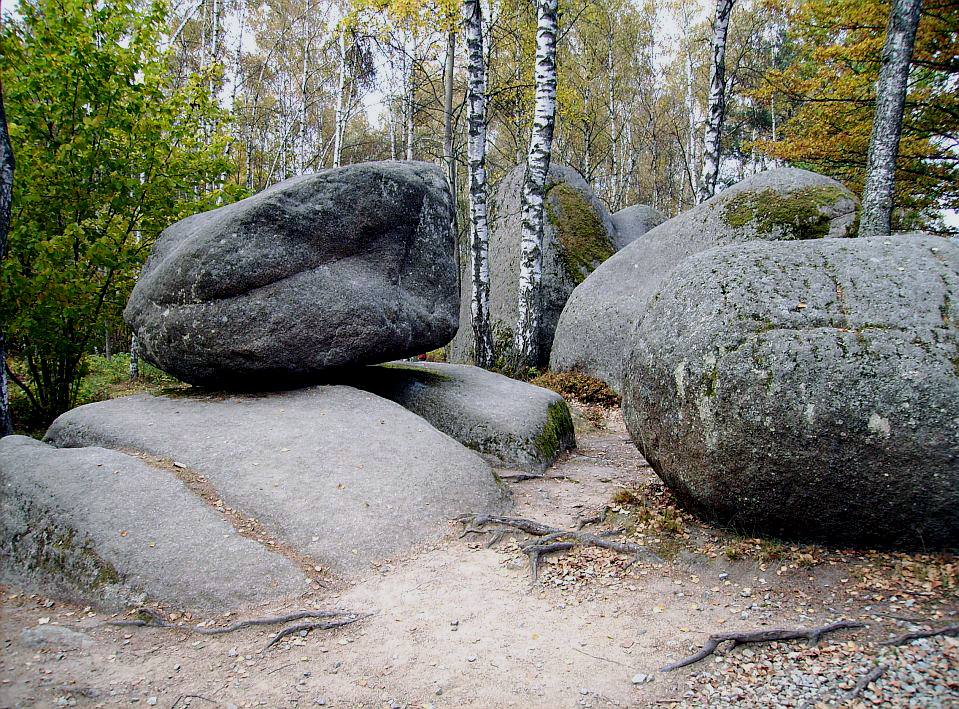
Naturpark Blockheide-Gmünd: Wollsackverwitterung in Granit

In den weiten Mulden und Talungen prägt Landwirtschaft das Bild, auf den Hochflächen und Rücken herrscht Fichten-Tannen-Buchen-Mischwald (subherzynischer Typus) vor, in weiten Bereichen aber forstwirtschaftliche Fichten-Ersatzkulturen. In den Tieflagen dominieren diverse Buchenmischwald-Formen, es findet sich auch Stieleichen-Hainbuchenwald und gegen Osten Rotföhren-Eichenwald. Hochmoor-Bildung ist häufig, im Waldviertel sind Hoch- und Anmoore landschaftsbildend. Dort findet sich zunehmend Heideland.
Das Klima zeigt sich rau und kühl, atlantisch von borealem Typus, im feuchteren Westen auch mitteleuropäisches Übergangsklima genannt, im trockeneren Ostbereich (Weinviertel) zunehmend polar-subpolar und kontinental-pannonisch beeinflusst. Die Klimastufen liegen um 100 bis 250 m tiefer als in den Randalpen, das Jahresmittel um bis zu 1 °C niedriger. Andererseits zeigt sich das Klima gleichmäßiger als in den Nordalpen, und in Höhen um 900–1000 m ist noch Ackerbau möglich (in den Voralpen nurmehr Grünlandwirtschaft). Nebel ist häufig, die Niederschlagsmenge mit 700–1100 mm aber vergleichsweise gering, und nimmt gegen Osten an Regenmenge um grob 200 mm ab, und an Dauerwind – vorherrschend aus Nordwest bis Nord – zu. Innerhalb der Zone zeigt sich jedoch ein extremes Klimagefälle: Der äußere Nordwesten gehört mit 1500 mm zu den regenreichen Zonen Österreichs, der Nordosten mit 560 mm (Horner Mulde) zu den trockensten; bei Zwettl liegt ein Kältepol Österreichs (Jahresmittel 6–7 °C; −36,6 °C, Februar 1929), und nur knapp 50 km entfernt die Wachau als Weinbaugebiet von Weltruf (9 °C Mittel).
Die Böden zählen vornehmlich zur Braunerde-Podsolreihe und sind als Verwitterungsgrus nur selten fruchtbar, nur im Osten kommt auch schwerer Boden vor, an der Flanke zum Weinviertel tertiäre Strandterrassen mit periglazialen Lössdecken.

## Geologie
Namensgebend für das Granit- und Gneisplateau ist dessen Aufbau aus Graniten und Gneisen, eine Gesteinsassoziation, die charakteristisch für weite Teile der gesamten Böhmischen Masse ist (vgl. → Kristallinkomplex). Im Zentrum des Granit- und Gneisplateaus überwiegt der Granit des Südböhmischen Plutons (steinige Böden) und im Westen und Osten überwiegen die Gneise mit tiefgründigen Böden. Granit- und Gneiseinheiten streichen jeweils annähernd Nord-Süd. Als Besonderheit treten in der Bunten Serie, einem schmalen Gesteinszug im östlichen Gneisgebiet, verschiedene andere metamorphe Gesteine wie Marmor, Kalksilikatschiefer, Quarzit und Graphit(-schiefer) auf, und bei Kriechbaum ist ein kreide- und alttertiärzeitlich entstandenes, durch tropische Verwitterung aus dem Granit hervorgegangenes Kaolinvorkommen erhalten. Diese Gesteine und Mineralien wurden und werden zahlreich abgebaut und genutzt (Herschenberger Granit, Neuhauser Granit, Aalfanger Granit, Hartberger Granit, Schremser Granit Feinkorn, Gebhartser Syenit, Wachauer Marmor). Natürlich aufgeschlossener Granit zeigt häufig Wollsackverwitterung, und zum typischen Verwitterungs- und Erosionsformenschatz der Region zählen Felsenmeere, Wackelsteine und Felskanzeln.
Die Böhmische Masse ist ein geologisch altes Gebiet Zentraleuropas, ein Rumpf des Variszischen Gebirges, welches durch diverse Brüche in Schollen zerlegt ist. Der Hauptteil des Granit- und Gneisplateaus wird vom Moldanubikum, einer frühen Phase vor etwa 350–400 Millionen Jahren, gebildet. Es hat das Moravikum, die Ostmasse, entlang einer S-förmigen Linie Schönberg am Kamp – Geras – Frain (Vranov) überschoben. Sie zeichnet sich durch niedrigeren Metamorphosegrad und einen höheren Anteil von vorvariszischen Granitgneisen (cadomische Orogenese 650–545 mya) aus. Ältestes bekanntes Relikt ist aber der Dobra-Gneis, datiert auf 1377 mya.
Die Böhmische Masse war ein „Widerlager“ der Alpenbildung; sie reicht unter der Molasse des Alpenvorlandes bis weit unter den Alpenrand.
Siehe auch: Erdgeschichte Niederösterreichs

## Hydrologie
Das Gebiet entwässert fast gänzlich – die Südflanke mit tiefen, teils schluchtartigen, mäandrierenden Tälern direkt – zur Donau und damit ins Schwarze Meer. Im Norden entwässern kleine Anteile über die Moldau zur Elbe und damit in die Nordsee. Folglich verläuft die europäische Hauptwasserscheide durchs Granit- und Gneisplateau.
Die wichtigsten Flüsse sind von West nach Ost (donauabwärts):
- Südabbruch direkt zur Donau: Ranna, Kleine Mühl, Große Mühl, Große Rodl mit Kleiner Rodl, Große Gusen mit Kleiner Gusen, Aist mit Feldaist und Waldaist, Naarn, Schwarzaubach, Große Ysper mit Kleiner Ysper (Ysperklamm), Große Krems mit Kleiner Krems
- mittlerer Teil und Horner Becken: Kamp mit dem Ottensteiner Stausee, Kleiner Kamp (Ritterkamp) und Purzelkamp (dem zweiten kleinen Kamp) sowie Zwettl und Taffabach in die Donau
- Ostabbruch  zur Schmida in die Donau
- Nordteil: Thaya und Pulkau über die March in die Donau

Zur Nordsee:
- Lainsitz (Lužnice) mit Braunaubach über Moldau zur Elbe
- sowie ein kleiner Anteil am Lipnostausee der Moldau

Alle diese Flüsse zeichnen sich durch ein rötlichbraunes, stark eisenhaltiges und kalkfreies Wasser aus, von – im Bereich des Granit- und Gneislandes – ausgezeichneter Wasserqualität im limnologischen Sinne.